# Modell-Airliner

Vier Modell-Airliner im gängigen Maßstab 1:16 bzw. 1:14,5 (Concorde) auf dem Großmodell-Flugtag in Lehrte am 19. August 2006

Modell-Airliner stellen ein besonderes Kapitel des Modellflugs dar.
Modell-Airliner sind zumeist recht detailgetreue Nachbauten von Airlinern, also von Verkehrsflugzeugen der bemannten Luftfahrt.
Aufgrund der größtenteils komplizierten Konstruktion der Modelle ist diese Sparte des Modellflugs nur wenig verbreitet.
Mit der Weiterentwicklung der Modellantriebe hin zu Elektro-Impellern und zu Modell-Turbinen war es etwa ab Mitte der 1990er Jahre möglich, nun auch im Antriebsbereich absolut maßstäbliche Optik und bei den Modellturbinen sogar authentische Akustik für die Modell-Airliner zu erreichen.
Mit den gewaltigen Leistungen der Modellturbinen wuchsen auch die Modellgrößen immer mehr. Die in Deutschland geltende Grenze von 25 kg für zulassungsfreie Luftfahrzeuge wird bereits von vielen Modell-Airlinern zum Teil erheblich überschritten, das eindrucksvolle Modell eines Airbus A380 mit über 60 kg Abfluggewicht und vier Modellturbinen ist hier nur ein Beispiel.
Die Kosten für einen Modell-Airliner können 20.000 € überschreiten, selbst Bausätze können mehrere tausend Euro kosten.